# Comturist
Comturist era el nombre de las tiendas de lujo en moneda fuerte que existían en la Rumania comunista, gestionadas por el Ministerio de Turismo. Después de la revolución rumana de 1989, estas tiendas quedaron obsoletas y se vendieron en 1991 a propietarios de negocios privados; como resultado de esta venta en subasta, el nombre Comturist todavía existe hoy en día en una capacidad más limitada como cadena de tiendas libres de impuestos.
Alrededor de 200 tiendas Comturist existían en Rumania en 1977, principalmente en las ciudades más grandes y áreas turísticas.Las tiendas Comturist existían explícitamente para ofrecer artículos cuya venta no estaba permitida en la entonces economía socialista rumana dominante. En estas tiendas se vendían importaciones de Europa occidental, América del Norte y Japón, como alcohol, tabaco, perfumes, zapatos, ropa, radios, televisores, calculadoras y, en la década de 1980, computadoras personales. También se vendieron recuerdos rumanos de alta calidad, como pieles de oveja, artesanías, trajes folclóricos y discos de música folclórica.
Originalmente, las tiendas Comturist estaban dirigidas a visitantes extranjeros, y se requería un pasaporte para visitarlas, pero en la década de 1980 el requisito cambió para permitir que cualquier comprador que tuviera moneda extranjera (que tenía que declararse y solo podía adquirirse a través del trabajo realizado en el Occidente o por remesas de parientes extranjeros).
Comturist SA, una entidad privada propiedad de ex élites comunistas convertidas en empresarios capitalistas, se formó en septiembre de 1990 y compró algunos de los restos de la antigua cadena Comturist en las subastas de marzo de 1991. Comturist comenzó a cotizar en la Bolsa de Valores de Bucarest en 2004.